# Усадьба Апраксиных — Бутурлиных
Уса́дьба Апра́ксиных — Буту́рлиных — московская усадьба князей Апраксиных, возведённая в начале XVIII века на пересечении Знаменки и Крестовоздвиженского переулка. Здание неоднократно перестраивалось последующими владельцами. В разное время имение принадлежало графу Роману Воронцову, полковнику Николаю Римскому-Корсакову, камергеру Сергею Гагарину, его дочери Марии Бутурлиной и другим. С 1769 года часть дома арендовала театральная труппа под руководством антрепренёров Джованни Бельмонти и Джузеппе Чинти, позднее — Знаменский оперный дом. В 1962-м особняк передали в ведение музыкальной школы имени Гнесиных.

## История

### Строительство
В XVII веке участок у пересечения Знаменки и Крестовоздвиженского переулка относился к владениям дворян Титовых, у которых в январе 1694 года его выкупил военачальник Пётр Апраксин. Он также приобрёл соседний участок, принадлежавший ранее стольнику Ивану Иевлевичу Голохвастову. Долгое время считалось, что Апраксин возвёл в своём имении новый дом только во второй половине XVIII века. Однако более поздние исследования подтвердили, что уже в начале столетия в этой части Знаменки находились просторные палаты. В 1701-м после крупного пожара на участке началось строительство особняка, обнесённого каменной оградой. Предположительно, здание было возведено в стиле барокко под руководством иностранного архитектора, так как дом не имел типичных для московского зодчества деталей. Согласно подрядным книгам, в строительстве участвовали каменщики Иван Куприянов и Фёдор Алексеев, инженерными работами руководил подмастерье Дворцового приказа Кондратий Семёнов. В центре главного фасада располагался сквозной проезд, под которым устроили подвальные помещения, вероятно, использовавшиеся как ледник. По бокам от арки находились две лестницы, ведущие на второй этаж. Здание украшало тридцать пять пилястр с резными капителями. Второй этаж заднего фасада оформили крытой галерей, опирающейся на восьмигранные столбы, крышу дома покрыли черепицей. Фундамент восточной части дворца был представлен массивной аркой в грунте, обеспечивавшей беспрепятственное движение грунтовых вод.

### Усадьба при Апраксиных
Доподлинно неизвестно, пострадала ли усадьба во время Троицкого пожара. По сохранившемуся изображению дома 1742 года удалось установить, что он принадлежал графине Елене Михайловне Апраксиной. На рисунке представлен двухэтажный комплекс с пилястрами, иллюминированный к коронации Елизаветы Петровны. Некоторые исследователи ошибочно полагают, что на чертеже изображена другая усадьба Апраксиных, располагавшаяся на Моховой. Уже через десятилетие участок перешёл в собственность Фёдора Алексеевича Апраксина (1733—30.09.1789). В этот период главный дом усадьбы располагался в глубине участка и был выстроен параллельно красной линии улицы. По бокам от курдонёра находилось два флигеля. Сзади к южной части главного дома примыкал более узкий корпус, выделенный отдельной крышей. Предположительно, это крыло было возведено при Елене Апраксиной и утрачено во время одного из последовавших пожаров. Историк Сергей Романюк указывает, что в 1759-м Апраксины подали прошение в Московскую полицмейстерскую канцелярию о строительстве двух дополнительных флигелей вдоль Знаменки.

### Размещение театра
Летом 1761 года имение переуступили графу Роману Воронцову: «…на белой земле, состоящие в Белом городе на Знаменской Большой улице в приходе церкви Знамения Пресвятыя Богородицы каменныя и деревянныя строения как на переднем, так и на заднем дворе со всеми люцкими и прочими строениями…» Через шесть лет строение было зафиксировано на плане Москвы, составленном картографом С. М. Горихвостовым. В 1769 году по распоряжению московского главнокомандующего Петра Салтыкова часть усадьбы Воронцова арендовали для театральной оперной труппы под руководством антрепренёров Джованни Бельмонти и Джузеппе Чинти. Для проведения спектаклей к заднему фасаду пристроили деревянный корпус. Сооружение расположили перпендикулярно дому на расстоянии десяти саженей от него и соединили переходами с крытой галереей второго этажа.

Во время пожара 1770 года сгорели деревянные хозяйственные помещения вдоль улицы Знаменки. Вскоре Воронцов расширил задний двор имения, выкупив соседнюю усадьбу. К 1776-му (по другим данным — десятилетием ранее) один из флигелей комплекса занял Знаменский оперный дом князя Петра Урусова и англичанина Майкла Медокса (Маддокса), который так описывал театр: 
…три деревянные стены, прирубленные к каменной, составляли непрочное сооружение оного без всякого порядка и украшения внутри, без всякой удобности и важности, приличной публичному зданию снаружи.
В 1780 году во время спектакля «Дмитрий Самозванец» деревянный флигель театра и главный дом усадьбы сгорели, и вскоре труппа
переехала в Петровский театр на Неглинной. Через два года в имении началась масштабная реконструкция, во время которой перестроили главный корпус. По некоторым данным, работами руководил архитектор Матвей Казаков. На месте проездной арки обустроили парадный вход с вестибюлем и новой лестницей. Отремонтированный комплекс сдали в аренду Английскому клубу. В 1792-м после очередного пожара разобрали флигеля усадьбы. Через год Роман Воронцов скончался и имение перешло по наследству к его сыну — Александру.

### Последующие владельцы
В начале XIX века по указу Павла I Английский клуб закрыли и новый хозяин продал имение супругам Александру и Татьяне Арсеньевым. Они вскоре переуступили владение статс-даме Прасковье Мусиной-Пушкиной. В этот период на территорию особняка из бывшего имения хозяйки на Воздвиженке перенесли домовую церковь, освящённую в честь Николая Чудотворца. Особняк уцелел во время масштабных пожаров 1812-го, но в декабре того же года комплекс сильно пострадал от возгорания, произошедшего по вине нижних служащих. В 1816-м землю приобрёл полковник Николай Римский-Корсаков. По его распоряжению через два года здание перестроили в стиле ампир, дополнив мезонином, высоким стилобатом и восьмиколонным портиком ионического ордера.
В 1825 году имение приобрёл тайный советник Сергей Гагарин, у которого часто гостили литераторы Лев Толстой, Николай Карамзин, Иван Дмитриев, Иван Тургенев и другие культурные деятели. Предположительно, именно дом Гагарина на Знаменке стал прототипом дворца Кирилла Безухова в романе «Война и мир», строение упоминается в произведении «Анна Каренина» как усадьба Стивы Облонского. В 1840-х годах в доме проживали филолог Фёдор Буслаев и философ Сергей Трубецкой, по которому в начале XX века в стенах усадьбы провели панихиду. В 1862-м имение перешло по наследству к дочери Гагарина Марии Бутурлиной, а затем к её сыну — Сергею Сергеевичу.
В начале XX века владение разделили на две части, внутренний двор стали использовать в коммерческих целях. В 1910 году главный корпус заняла гимназия Е. А. Кирпичниковой, в дальнейшем — П. Н. Поповой. В школе обучались воспитанники обоих полов, что было необычно для того времени. Среди выпускников заведения числились дети актёров Василия Качалова, Ивана Москвина и других. После Октябрьской революции строение по очереди занимали третий и четвёртый дома Реввоенсовета. Позднее комплекс находился в ведении Опытной трудовой школы, где учились дети высокопоставленных чиновников, а подвалы и флигеля бывшей усадьбы отвели под жилые квартиры. В послевоенные годы (до 1951 года) здание использовалось как общеобразовательная школа № 64.  В 1959-м во дворе дома установили памятник Михаилу Фрунзе, выполненный скульптором Зиновием Виленским. Через три года комплекс передали в ведение музыкальной школы при институте имени Гнесиных. В здании провели частичную реставрацию и перепланировку, расширили актовый зал, восстановили первоначальное оформление вестибюля и перестроили мезонин в камне. В 1973-м в собственность организации также передали флигель имения, который реконструировали в 1989—1992 годах.

## Современность
К 2000 году строение сильно обветшало, из-за близости грунтовых вод просела часть стен. План ремонтных работ был подготовлен институтом «Моспроект-2» под руководством реставратора Д. Ю. Свердловского. Проект предусматривал восстановление исторического облика усадьбы. В 2004-м вышло постановление правительства Москвы о начале строительных работ, тем не менее реконструкция комплекса велась нерегулярно. В этот период ряд СМИ сообщал о преднамеренном затягивании работ с целью выселения школы из помещений на Знаменке. События вызвали широкий общественный резонанс, и после обращений преподавательского состава президент Владимир Путин распорядился закончить работы в кратчайшие сроки.
В 2007 году в ходе реставрации провели натурные исследования дома. Специалисты установили, что комплекс выстроили на основе палат начала XVII века. Несмотря на многочисленные перестройки, сохранилось большое количество заложенных декоративных элементов того времени. Так, реставраторы раскрыли белокаменные наличники, капители, двадцать четыре пилястры, резные вставки над окнами первого и второго этажей. В торцевой части дома обнаружили окна, замурованные одним из первых владельцев и полностью сохранившие свои пропорции. Был раскрыт массивный столп, поддерживающий потолок зала первого этажа. Реставраторы полагают, что внутри него находилась винтовая лестница в подвалы дома, но точное его предназначение неизвестно. Также в нижней части здания сохранились своды и фрагменты фундамента.
В общей сложности ремонтно-реставрационные работы длились более десяти лет. Специалисты укрепили фундаменты и кирпичную кладку зданий, заменили перекрытия, инженерные коммуникации и обновили фасады. Восстановили внутреннюю отделку помещений усадьбы Апраксиных по чертежам XIX века, отремонтировали парадную мраморную лестницу, карнизы и лепнину. Первоначальная анфиладная планировка палат Апраксина воссоздана не была, но специалисты обозначили места дверных проёмов. Стены аудиторий оснастили дополнительной акустической защитой. В этот же период в ведение школы передали соседний флигель усадьбы Левашовых, а также жилой дом по Крестовоздвиженскому переулку, возведённый в 1911—1913 годах по проекту архитектора Сергея Родионова. Это здание заняли фонотека и библиотека, оркестровый класс, учебные кабинеты и студенческое общежитие. В бывшем особняке Апраксиных разместили классы и органный зал, общая площадь которых составила более трёх тысяч квадратных метров. Все корпуса соединили стеклянными коридорами-переходами, увеличив площадь училища в три раза. На торжественной церемонии открытия комплекса в 2015 году присутствовал мэр Москвы Сергей Собянин. В бывшей усадьбе Апраксиных регулярно проводят конкурсы и концерты, на территории действует кафе, где устраивают музыкальные вечера. В дни открытых дверей проводят экскурсии по школе, демонстрируя сохранившиеся подвалы XVIII века.